# Turiatka
Turiatka (en ucraniano Турятка) es una localidad ucraniana del óblast de Chernivtsí.

## Toponimia
El nombre del lugar puede encontrarse escrito como Tureatca, Turjatka  y Turiatka (Турятка).

## Historia
Hacia finales del siglo XIX, la localidad, por entonces parte de Rumanía, pertenecía al antiguo condado de Dorohoi y a la comuna homónima de Tureatca. Tenía contabilizada una población de 1680 habitantes.
En el lugar, que pasó a formar parte de Ucrania, en algún momento 1591 de sus 1738 habitantes se habrían registrado como rumanos.